# Eunidia subtergrisea
Eunidia subtergrisea là một loài bọ cánh cứng trong họ Cerambycidae.